# Antonio Sibellino
Antonio Sibellino (Buenos Aires, 7 de junio de 1891 - Buenos Aires, 18 de julio de 1960) es un escultor argentino. Escultor distinguido con el Primer Premio de Honor en el XLV Salón Nacional de Buenos Aires (1956) y el Premio Adquisición en el Salón de Mar del Plata, por su bronce Serenidad (1948).
Algunas de sus obras denotan influencia cubista que adquiere durante sus años de formación en París. Representante en el Río de La Plata de las vanguardias artísticas de la primera mitad del siglo XX.

## Trayectoria
Se forma en la Academia Nacional de Bellas Artes en Buenos Aires, a la par que concurre al taller de Torcuato Tasso. En 1909 a los 18 años de edad recibe una beca y viaja a Europa a perfeccionarse, en Italia concurre a la Real Academia Albertina de Turín. En 1911 se muda a París, donde concurre a la Académie de la Grande Chaumière. Sus primeros trabajos, realizados en París presentan nexos con los estilos de Antoine Bourdelle y Aristide Maillol.
En 1915 regresa a Argentina al comenzar la Primera Guerra Mundial. Durante las décadas de 1920 y 1930 realiza diversos trabajos de relieves. En 1926, con sus obras Crepúsculo y Salida del sol, fue pionero de la escultura “abstracta” en Argentina.
A fines de la década de 1930 la Guerra Civil Española le inspira a realizar obras como La viuda y Dolor de España. A mediados de siglo comienza a producir esculturas de cabezas y bustos, entre las que se destacan La mujer con sombrero de pluma (1950) cuya estructura facetada, resulta en un juego de sombras y zonas iluminadas que definen sus facciones.

## Obras
Entre sus obras se cuentan:
- Torso de hombre (1912),
- Fatalidad (1924),
- Niñez (1926, Galería Rubens, Buenos Aires),
- Hombre sentado (1930),
- Crepúsculo (1926),
- Serenidad (1948),
- La mujer con sombrero de pluma (1950).